# Атрек
Атрек (Селяха, Суляха) (на персийски: اترک; на туркменски: Etrek derýasy; на руски: Атрек) е река протичаща по територията на Северен Иран и Югозападен Туркменистан, вливаща се в Каспийско море. Дължина 669 km. Площ на водосборния басейн 27 300 km².
Река Атрек води началото си от югозападните склонове на хребета Хезармесджет, част от планината Копетдаг, на 1980 m н.в. На иранска територия тече в посока запад-северозапад в тясна долина между планината Копетдаг на север и хребетите Шах Джехан, Аладаг и Гьокчедаг (части от Нишапурските планини) на юг. В района на село Саръкамъш излиза от планините и навлиза в Прикаспийската низина. Около туркменското село Чит завива на югозапад и на протежение около 130 km служи за граница между Иран и Таджикистан. При село Гудриолум изцяло навлиза на туркменска територия и след около 75 km се влива в югоизточната част на Каспийско море (само при пълноводие), югозападно от сгт Гасан Кули, като образува малка блатиста делта. Основни притоци: леви – Инча и др.; десни – Кулджесу, Ширинчай, Хертут, Сумбар и др. Има снежно-дъждовно подхранване, с пролетно-лятно пълноводие и устойчиво лятно и зимно маловодие. Среден годишен отток при сгт Кизил Атрек 9,2 km³/s. Водите ѝ се използват за напояване. На иранска територия покрай бреговете ѝ са разположени градовете Кучан и Ширван, а на туркменистанска – сгт Кизил Атрек.